# Tulipa agenensis
Tulipa agenensis är en liljeväxtart som beskrevs av Dc. Tulipa agenensis ingår i släktet tulpaner, och familjen liljeväxter. Inga underarter finns listade.

## Bildgalleri

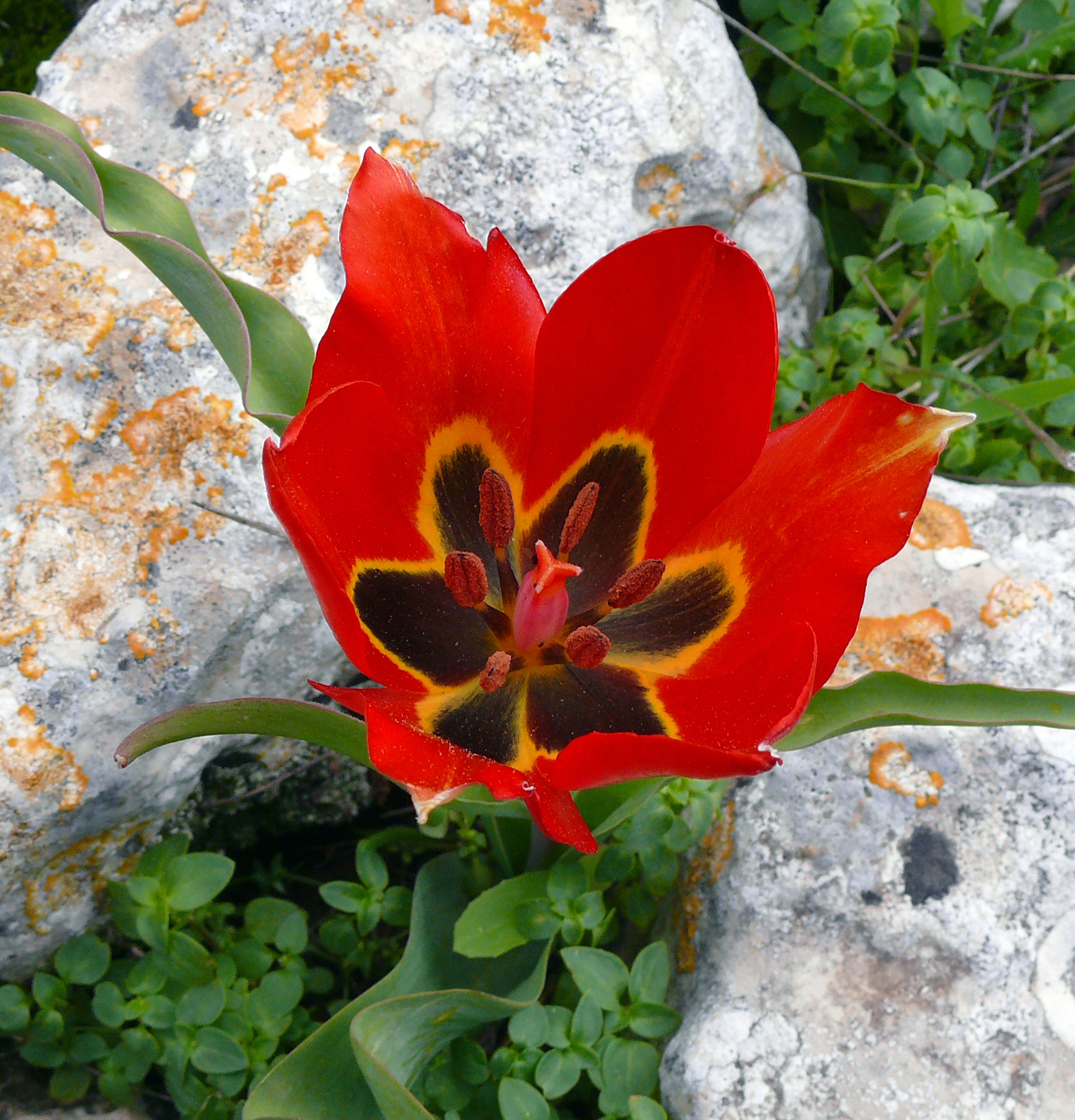
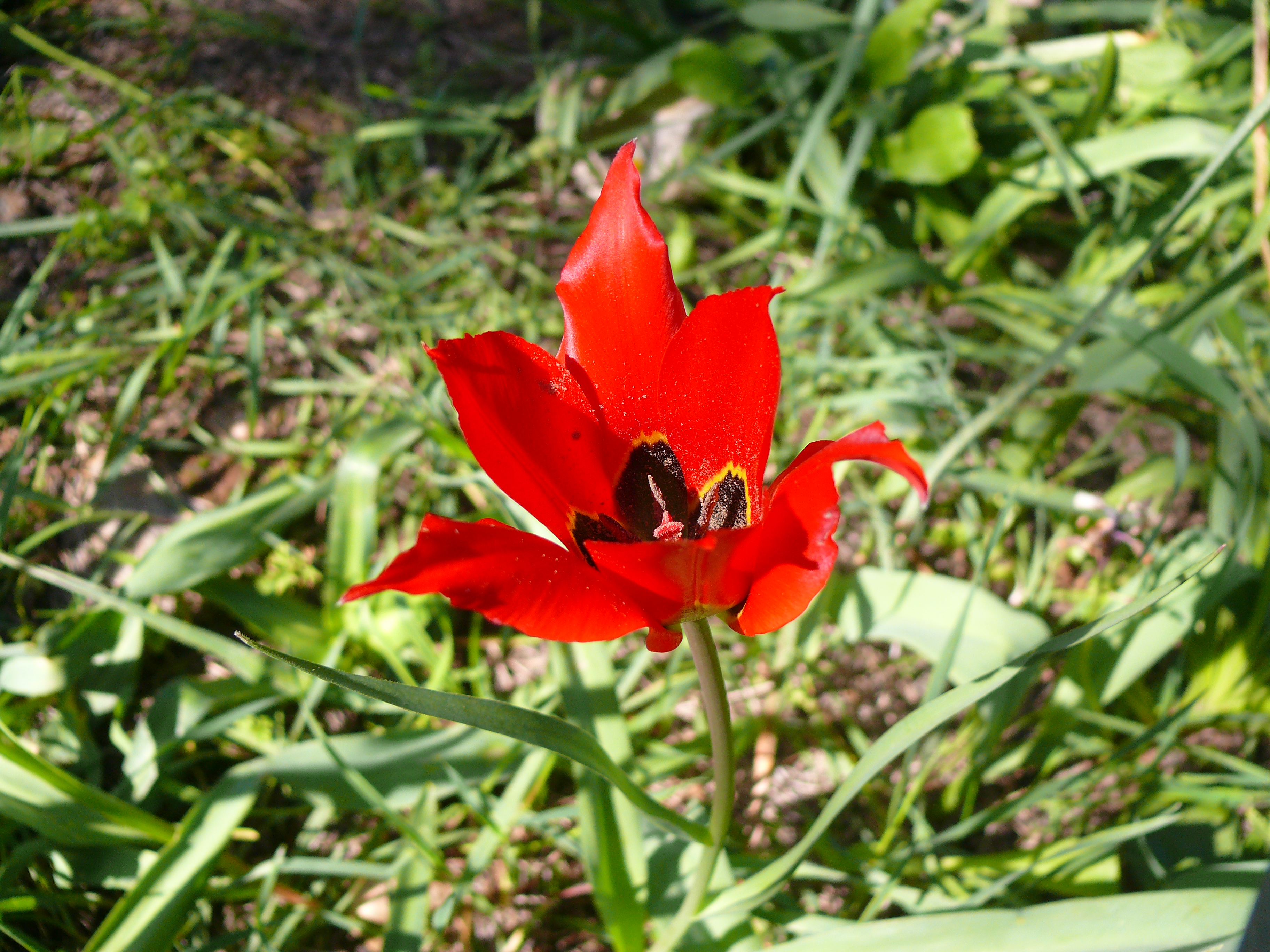